# テトラクォーク
テトラクォークとは、2つのクォークと2つの反クォークから構成されるメソンである。量子色力学は2つのクォークと2つの反クォークによって白色状態を構成するテトラクォーク中間子を許容する。しかし、現在のところテトラクォークを発見したという確実な報告はまだない。
2004年にフェルミ国立加速器研究所が発見したDSJ(2632)という状態はテトラクォークの候補とされた。
2009年3月17日、フェルミ国立加速器研究所はY(4140)という仮名を付けられたテトラクォークを発見したと発表した。この粒子はジェイプサイ中間子とファイ中間子に崩壊したため、チャームクォークとストレンジクォークおよびそれぞれの反粒子から構成されていると考えられている。